# Delissea waianaeensis
Delissea waianaeensis är en klockväxtart som beskrevs av Thomas G. Lammers. Delissea waianaeensis ingår i släktet Delissea, och familjen klockväxter. Inga underarter finns listade i Catalogue of Life.

## Bildgalleri

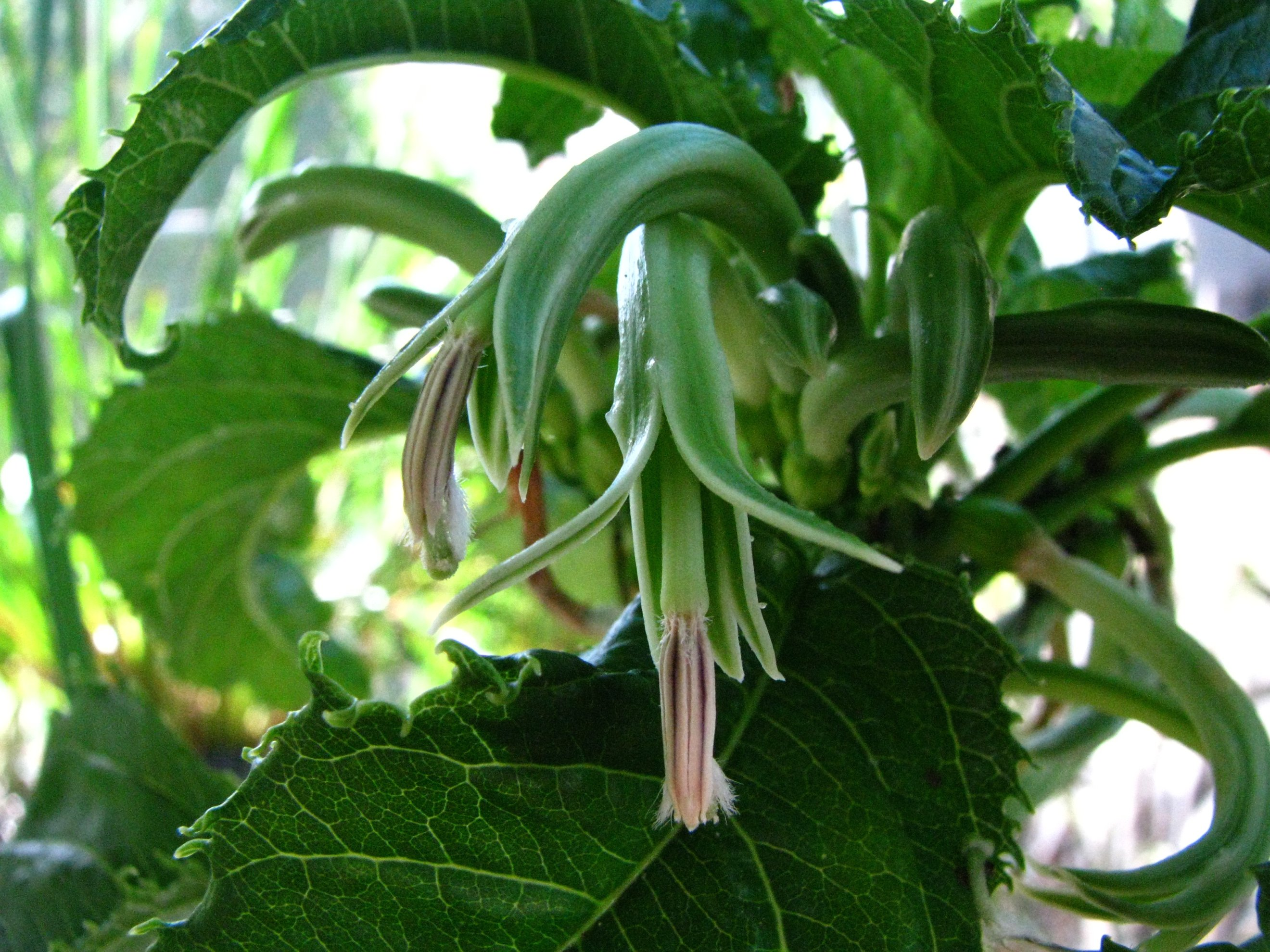
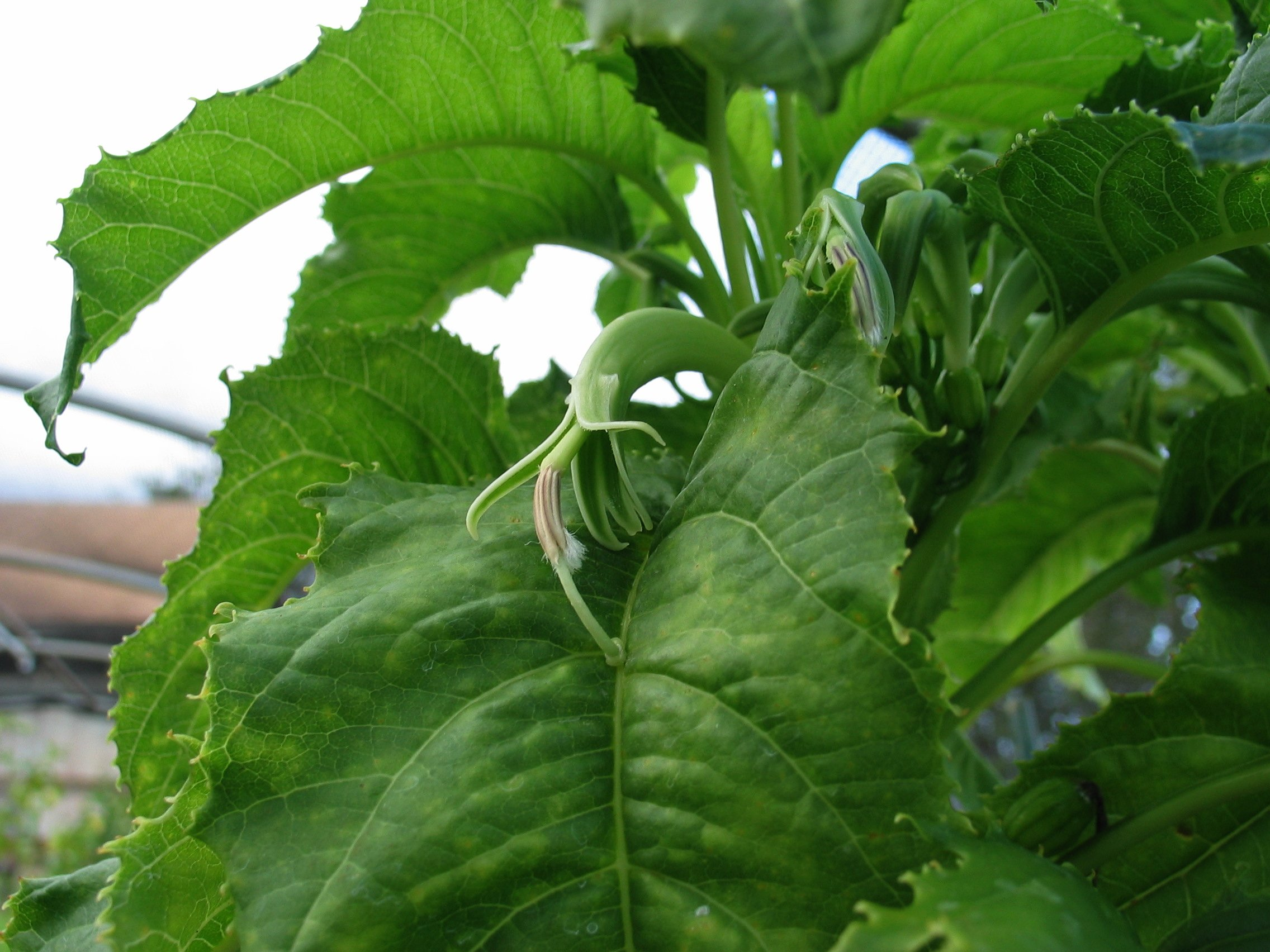
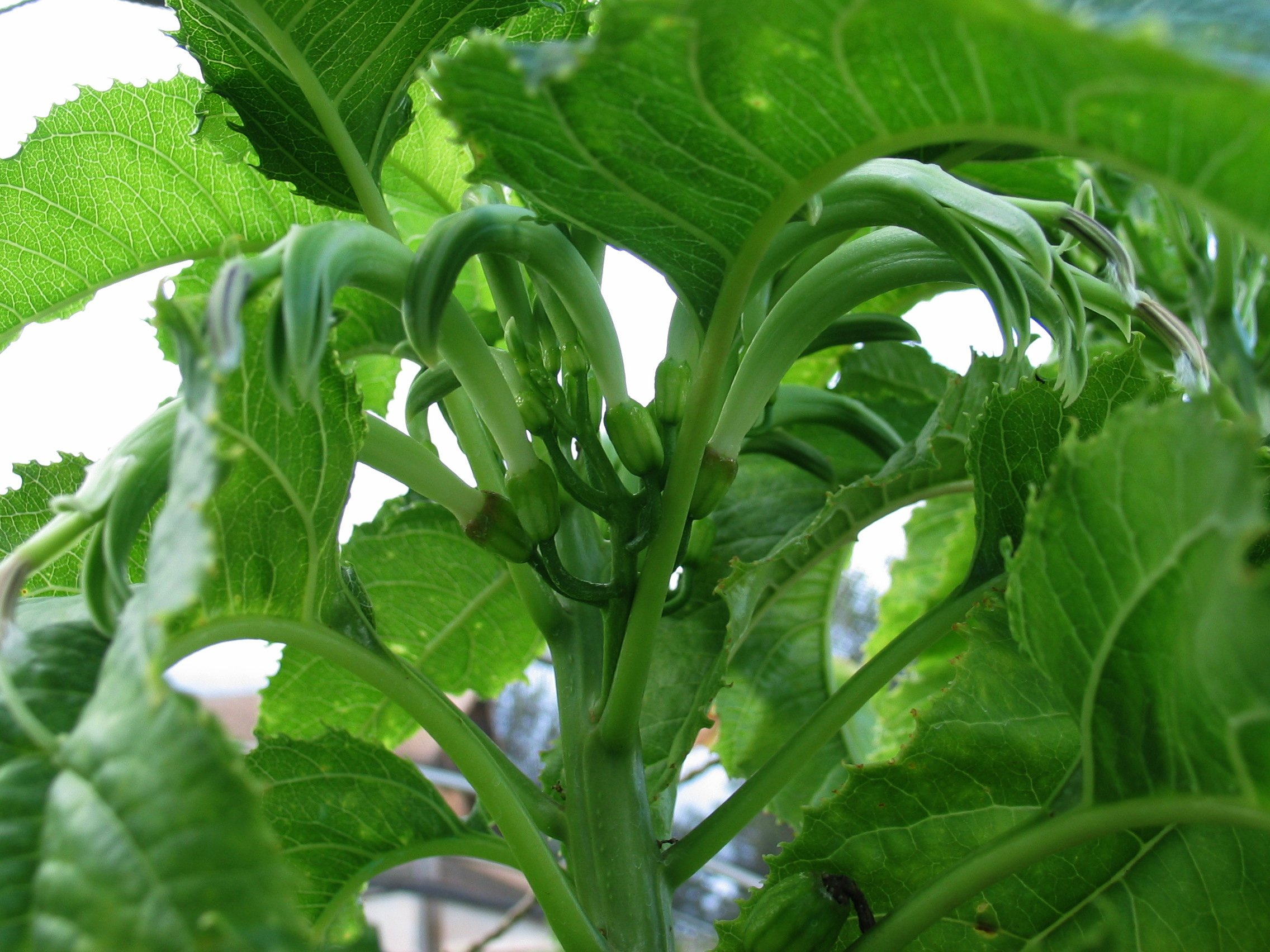
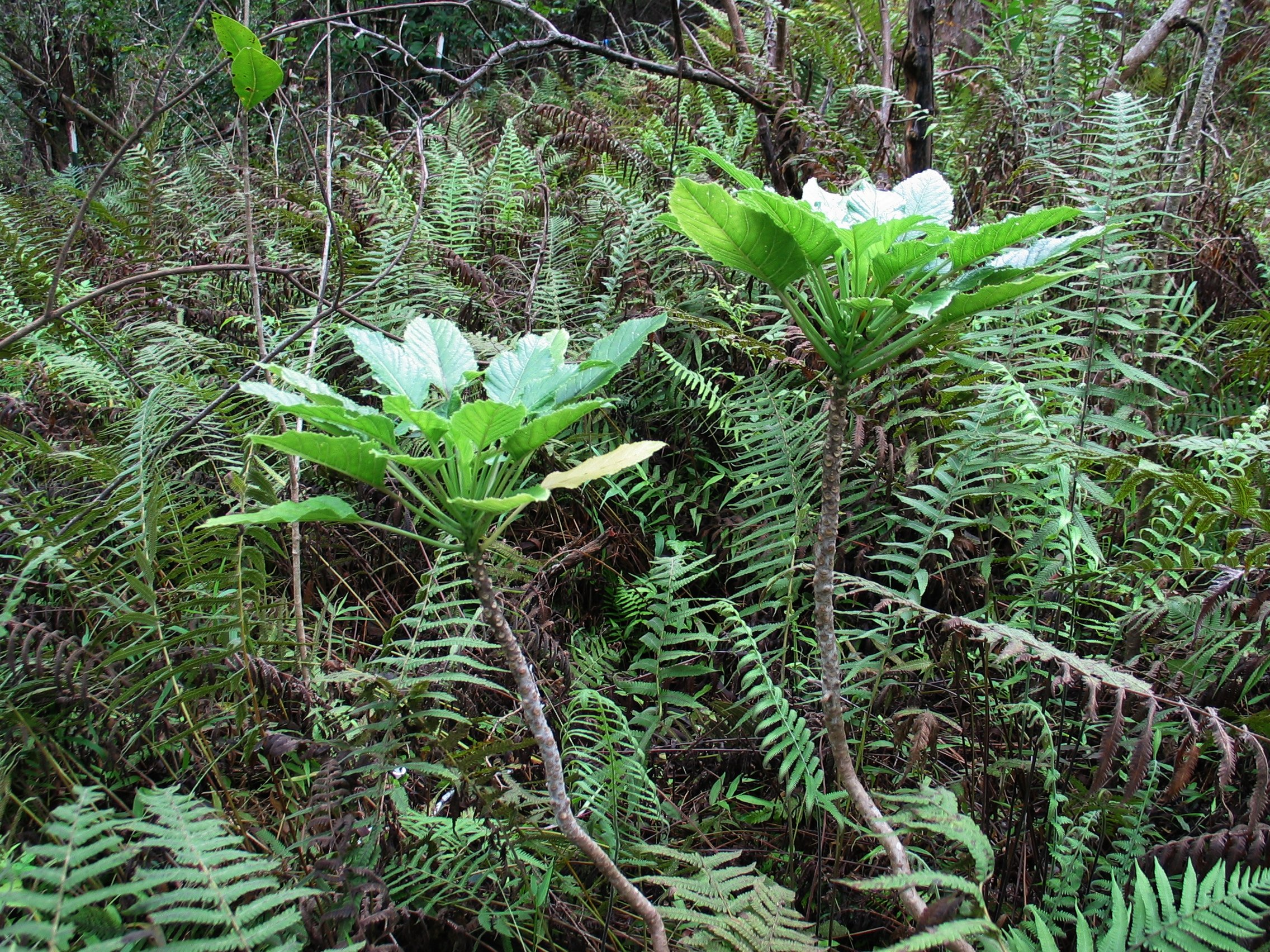
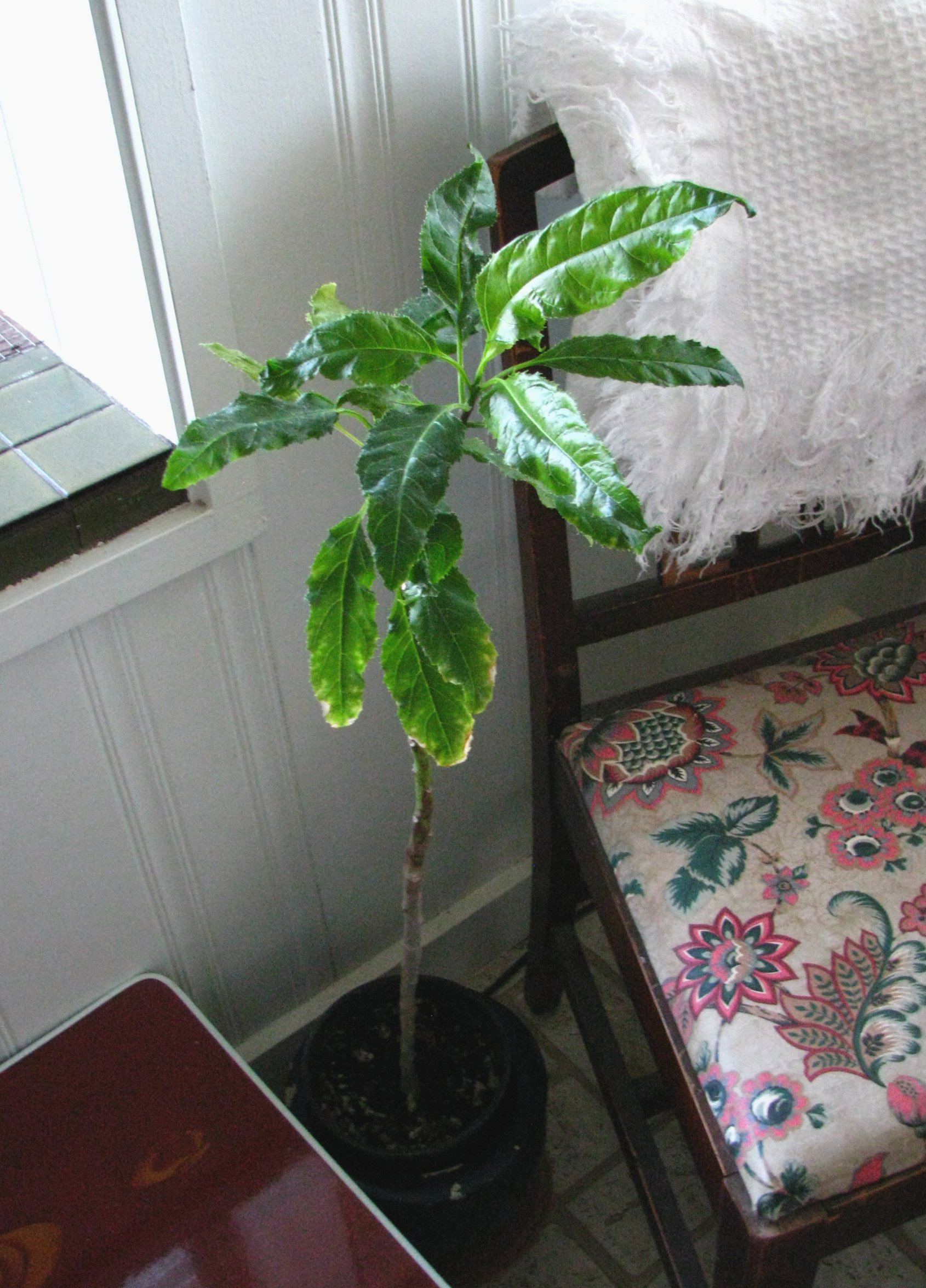